# Pauvres sœurs des écoles de Notre-Dame
Les Pauvres sœurs des écoles de Notre-Dame (en latin : Congregatio Pauperum de scholarum Nostrae Dominae) forment une congrégation religieuse féminine enseignante de droit pontifical.

## Historique
En 1809, le récent royaume de Bavière confisque les couvents et écoles religieuses dont ceux des Chanoinesses de Saint-Augustin de la congrégation Notre-Dame. Le père Georg Michael Wittmann (futur évêque de Ratisbonne) réfléchit à la fondation d'une congrégation enseignante en prévision du retour de la liberté religieuse et commence à préparer trois jeunes femmes dont Caroline Gerhardinger (1797 - 1879) ancienne élève des Chanoinesses.
Après l'accession au trône de Louis Ier de Bavière, le climat politique hostile au catholicisme se termine, Caroline Gerhardinger ouvre une école avec deux compagnes le 24 octobre 1833 à Neunburg vorm Wald où elle fonde les Pauvres sœurs des écoles de Notre-Dame et prononce ses vœux sous le nom de sœur Marie-Thérèse de Jésus. 
Louis Ier reconnaît civilement l'institut le 22 mars 1834 et le 26 mars suivant, Franz Xaver Schwäbl, évêque de Ratisbonne approuve les constitutions basées sur celles des Chanoinesses de Saint-Augustin. Elles s'installent notamment à Amberg en 1839. Par la suite, Louis de Bavière offre aux religieuses un ancien couvent de clarisses à Munich où elles s'installent en 1843 et qui devient la maison-mère. Le Saint-Siège approuve définitivement la congrégation le 21 juillet 1865.
Une sœur de cet institut, Marie-Antonine Kratochwil († 1942) martyre des nazis, est béatifiée en 1999.

## Activités et diffusion
Les sœurs de Notre-Dame se consacrent principalement à l'éducation.
Elles sont présentes en:
- Europe : Allemagne, Autriche, Biélorussie, Hongrie, Italie, Pologne, Royaume-Uni, Roumanie, Serbie, Slovénie, Suède, République tchèque.
- Afrique : Gambie, Ghana, Kenya, Nigeria, Sierra Leone, Sud Soudan.
- Amérique : Argentine, Brésil, Canada, États-Unis, Guatemala, Honduras, Paraguay, Pérou, Puerto Rico.
- Asie : Israël, Japon, Népal, Pakistan.
- Océanie : Guam.

La maison généralice est à Rome.
En 2017, la congrégation comptait 2744 sœurs dans 388 maisons.

### Article lié
- Couvent de Schwarzhofen